# CB Valladolid
Club Baloncesto Valladolid, S.A.D. – hiszpański zawodowy klub koszykarski z siedzibą w Valladolid, Kastylia i León. Klub powstał w 1976 roku wielokrotnie zmiejając nazwę po wejściu sponsora tytularnego. 
Do najlepszych koszykarzy w dziejach klubu należą: Arvydas Sabonis, Oscar Schmidt, Ed O’Bannon, Wendell Alexis, Andriej Fietisow, Efthimios Rentzias czy Ignacio Rodriguez.

## Nazwa klubu
Klub nosi nazwę CB Valladolid, ale oficjalnie było tak tylko przez pierwsze dwa lata jego istnienia. Od 1978 drużyna nosi nazwę marki sponsora.
- Impala Tours 1978–1979
- Miñón Valladolid 1979–1983
- Forum Valladolid 1983–1982, 1993–2006
- Grupo Libro Valladolid 1992–1993
- Grupo Capitol Valladolid 2006–2008
- Blancos de Rueda Valladolid 2009–obecnie